# Прорізний провулок (Київ)
Прорізни́й прову́лок — зниклий провулок у Святошинському районі міста Києва, місцевість Біличі. Пролягав від Прорізної вулиці до тупика. 

## Історія
Провулок виник у першій половині XX століття. Наприкінці 1980-х років був значно скорочений у зв'язку зі знесенням старої забудови. Станом на кінець 2011 року позначається на картах, однак прохід до провулку від Прорізної вулиці загороджено парканом.

## Зображення

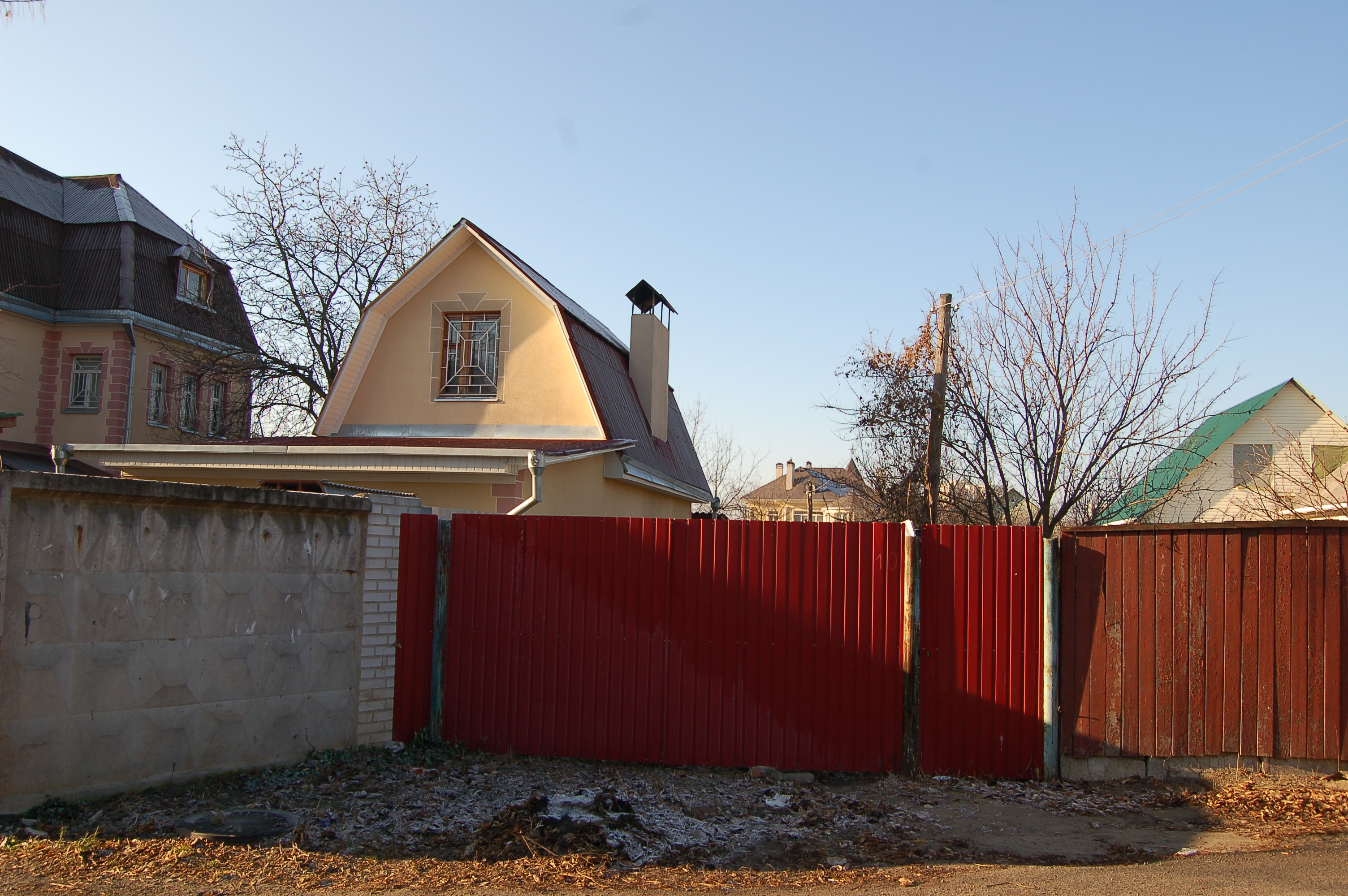
Паркан на початку колишнього провулку